# Superintendência da Polícia Técnico-Científica (SPTC) (São Paulo)
A Superintendência da Polícia Técnico-Científica (SPTC) é o Departamento Técnico-Científico do Estado de São Paulo. É desvinculado da Polícia Civil. 
A Polícia Científica de São Paulo é subordinada diretamente à Secretaria de Segurança Pública de São Paulo, e trabalha em estreita cooperação com as demais polícias estaduais. 

## Administração
A Polícia Científica de São Paulo administra dois órgãos: 
- Instituto de Criminalística (IC)
- Instituto Médico Legal (IML)